# Ksenija Cindro
Ksenija Cindro (Split, 29. prosinca 1919. – Split, 4. svibnja 2009.), operna pjevačica (alt) iz nekoć plemićke obitelji Cindro. Prvu pjevačku naobrazbustekla je kod svoje tetke Cvijete Cindro (1883. – 1882.), a potom se od 1941. do 1943. godine školovala na Akademiji Santa Cecilia u Rimu.
Godine 1944. angažirana HNK Zagreb, a potom je djelovala u kazalištu "Verdi" u Trstu (1946./47.) i Scali u Milanu (1947./48.). Poslije povratka u Jugoslaviju većinomje nastupala u HNK Split i HNK Osijek. Povukla se iz kazališta 1960. godine od tada je živjela u Italiji.